# INS Hansa
 (mars 2025).
La mise en forme du texte ne suit pas les recommandations de Wikipédia : il faut le « wikifier ».
Les points d'amélioration suivants sont les cas les plus fréquents :
- Les titres sont pré-formatés par le logiciel. Ils ne sont ni en capitales, ni en gras.
- Le texte ne doit pas être écrit en capitales (les noms de famille non plus), ni en gras, ni en italique, ni en « petit »…
- Le gras n'est utilisé que pour surligner le titre de l'article dans l'introduction, une seule fois.
- L'italique est rarement utilisé : mots en langue étrangère, titres d'œuvres, noms de bateaux, etc.
- Les citations ne sont pas en italique mais en corps de texte normal. Elles sont entourées par des guillemets français : « et ».
- Les listes à puces sont à éviter, des paragraphes rédigés étant largement préférés. Les tableaux sont à réserver à la présentation de données structurées (résultats, etc.).
- Les appels de note de bas de page (petits chiffres en exposant, introduits par l'outil «  Source ») sont à placer entre la fin de phrase et le point final[comme ça].
- Les liens internes (vers d'autres articles de Wikipédia) sont à choisir avec parcimonie. Créez des liens vers des articles approfondissant le sujet. Les termes génériques sans rapport avec le sujet sont à éviter, ainsi que les répétitions de liens vers un même terme.
- Les liens externes sont à placer uniquement dans une section « Liens externes », à la fin de l'article. Ces liens sont à choisir avec parcimonie suivant les règles définies. Si un lien sert de source à l'article, son insertion dans le texte est à faire par les notes de bas de page.
- La présentation des références doit suivre les conventions bibliographiques. Il est recommandé d'utiliser les modèles {{Ouvrage}}, {{Chapitre}}, {{Article}}, {{Lien web}} et/ou {{Bibliographie}}. Le mode d'édition visuel peut mettre en forme automatiquement les références.
- Insérer une infobox (cadre d'informations à droite) n'est pas obligatoire pour parachever la mise en page.

Pour une aide détaillée, merci de consulter Aide:Wikification.
Si vous pensez que ces points ont été résolus, vous pouvez retirer ce bandeau et améliorer la mise en forme d'un autre article.
L' INS Hansa est une base aéro-navale de la marine indienne à Vasco da Gama qui utilise aussi les infrastructures de Aéroport international de Goa.

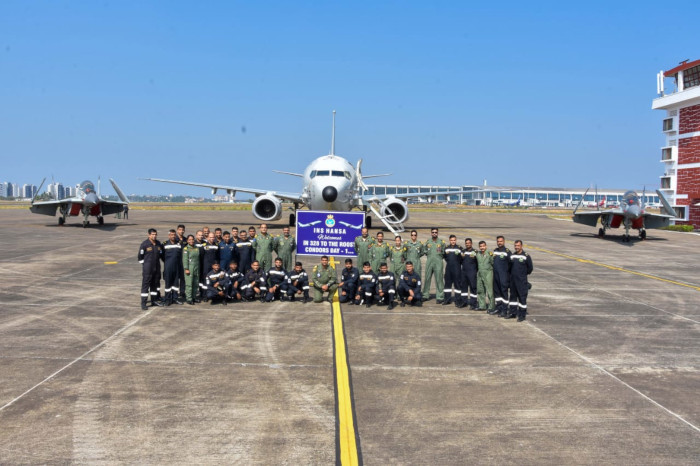
INAS 316.

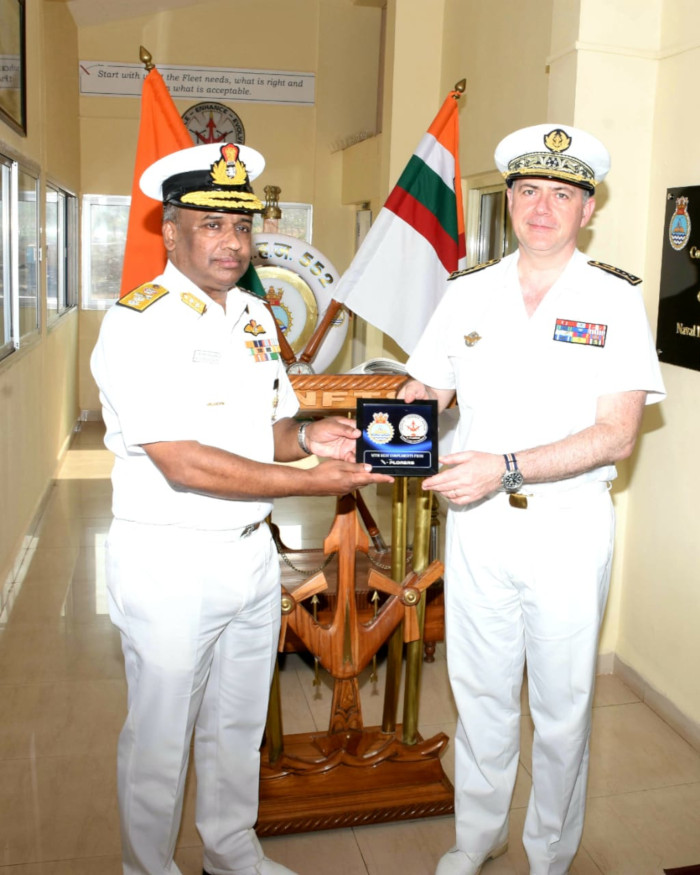
Visite de Pierre Vandier.

Il a été ouvert en 1961 et utilise le Required Navigation Performance.

## Unités stationnées
Escadrilles :

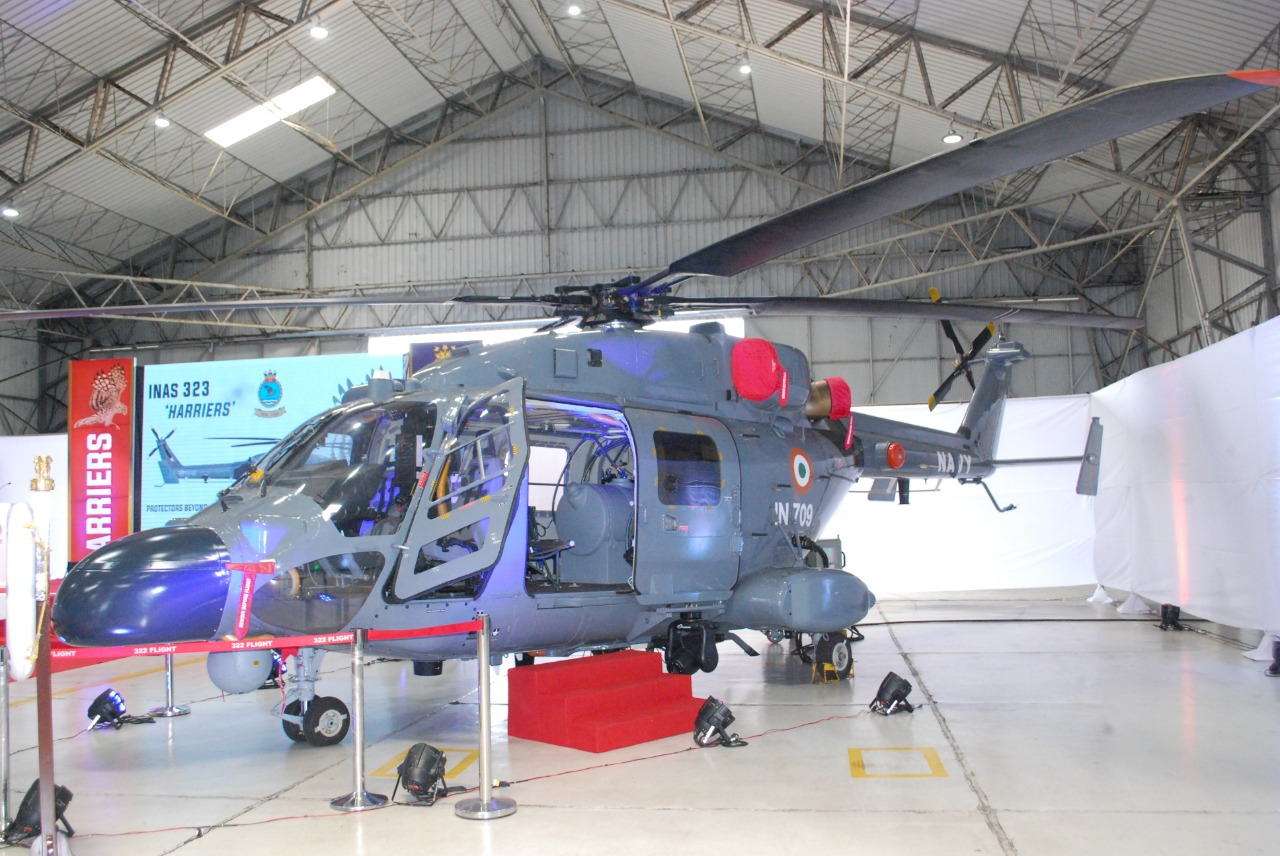
INAS 323.

- INAS 300, "White Tigers", sur Mikoyan MiG-29K[4] ;
- INAS 303, "Black Panthers" sur Mikoyan MiG-29K ;
- INAS 321, "Angels", sauvetage sur HAL Chetak ;
- INAS 322, "Hornets", sauvetage sur HAL Dhruv ,
- INAS 339, "Falcons", sur Kamov Ka-31 ;
- INAS 310, "Cobras", sur Dornier 228;
- INAS 552, "Xplorers", unité de pilotes d'essais
- INAS 323, "Harrier", sauvetage sur HAL Dhruv
- INAS 316[5], sur Boeing P-8 Poseidon[6].